# Dia da Proclamação da República de Letónia

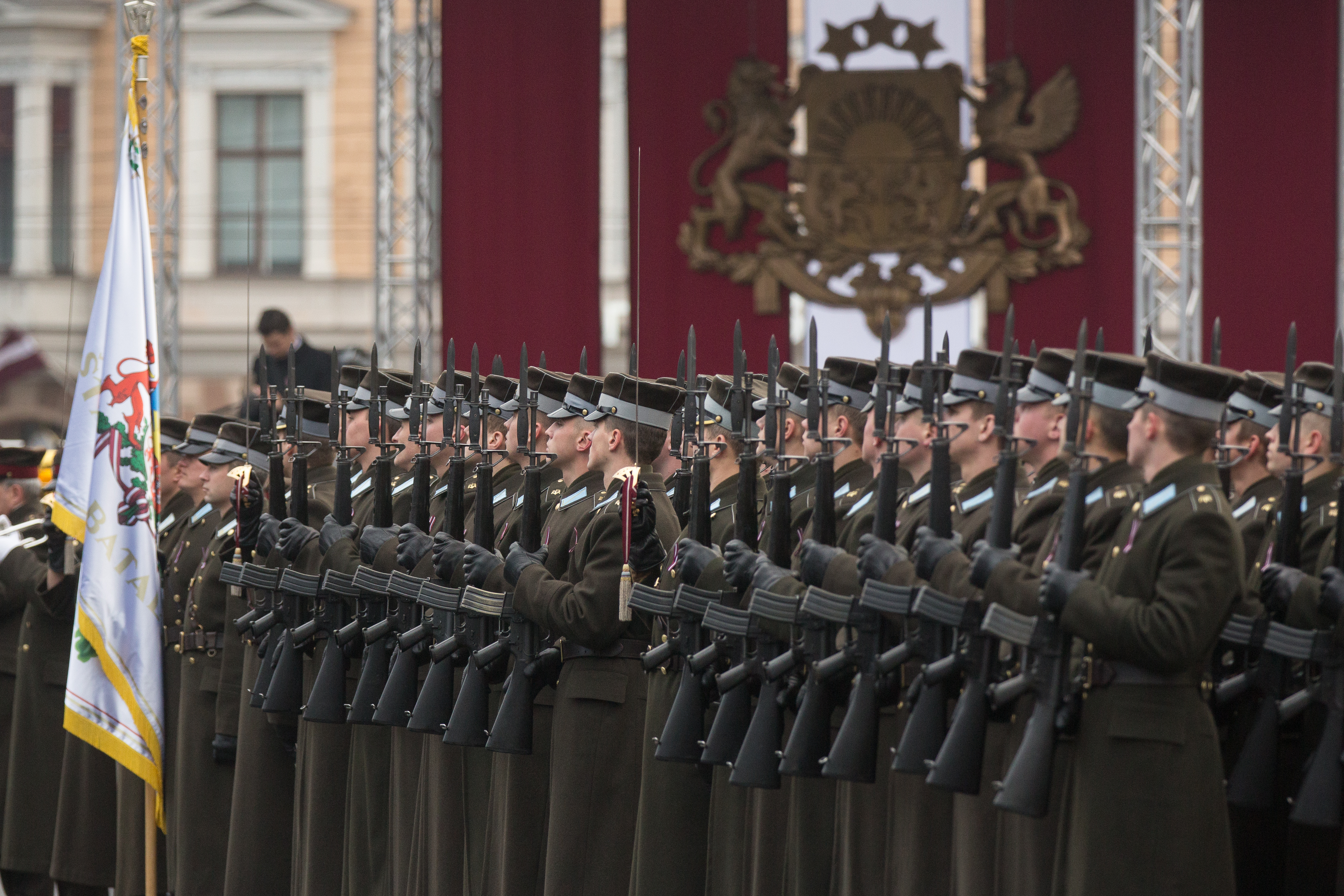
Uma coluna de soldados numa cerimônia de entrega de flores no Monumento da Liberdade, 18 de novembro de 2016.

O Dia da Proclamação da República de Letónia é celebrado anualmente no dia 18 de novembro. Marca o aniversário da Proclamação da Independência de Letónia pelo People's Council of Latvia [en] em 1918.

## Eventos

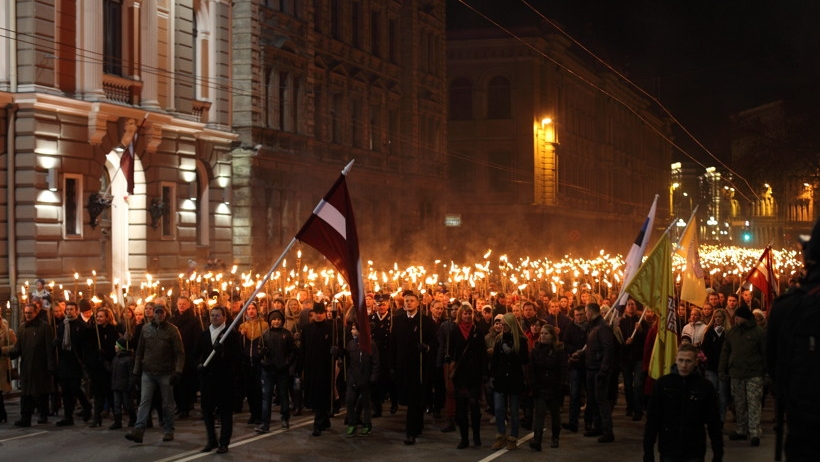
Procissão de tochas em Riga, Letónia

Diversos eventos públicos ocorrem pelo país, incluindo concertos e fogos de artifícios. Procissões de tochas realizadas por diversas organizações tem sido parte das celebrações do Dia da Proclamação e Lāčplēsis Day [en] desde a década de 1920. A maior procissão de tochas organizada pela Aliança Nacional ocorre na capital em Riga e atraí milhares de participantes todos os anos. Sua rota através das ruas do centro da cidade tradicionalmente começa no monumento de Kārlis Ulmanis, o primeiro Primeiro Ministro de Letónia e termina no Monumento da Liberdade. Uma tradição moderna e popular estabelecida em 2009 envolve todas as pessoas do mundo cantando o hino nacional Dievs, svētī Latviju! ao mesmo tempo (21:00 EET).

### Parada
Outra tradução de longa história é a parada das Forças Armadas da Letônia, que hoje em dia ocorre na Embarcação 11 de Novembro em Riga e foi reapresentada em 1998. Depois da restauração da independência, a primeira parada das Forças Armadas Nacionais ocorreram em Riga no Monumento da Liberdade em 1993, que foi dedicada ao 75º aniversário da fundação do Estado da Letónia. A parada também foi transmitida pela Televisão da Letónia. Em 1998, a parada do feriado nacional foi realizada pela primeira vez na Embarcação 11 de Novembro. A área limitada perto do Monumento da Liberdade foi mencionada como o motivo da mudança, já que não permitia a demonstração de todos os tipos de unidades das Forças Armadas, como também o armamento pesado e o equipamento militar. Em 1998, formações armadas do Ministro da Defesa e do Ministro do Interior, como também uma companhia do Batalhão Báltico, participaram da parada dedicada ao 80º aniversário da Proclamação da Letónia. Pela primeira vez, os navios da Marinha, que estavam ancorados em Baugava, no lado oposto da embarcação, participaram da parada. Também ocorreu a introdução da saudação de 21 canhões disparados da Barragem de Lastro com canhões antitanques de 100 mm de soldados da Divisão de Artilharia da Brigada de Rifles Portáteis. Pela primeira vez, as equipes das cinco brigadas da Guarda Nacional também participaram da parada e os jovens guardas da Escola Técnica Agricultural de Kazdunga marcharam como uma unidade fechada. Desde quando a Letónia juntou-se ao NATO em 2004, os países aliados também participaram da parada.